# San Nicolás de los Esteves
San Nicolás de los Esteves är en ort i Mexiko.   Den ligger i kommunen Cuquío och delstaten Jalisco, i den centrala delen av landet, 400 km väster om huvudstaden Mexico City. San Nicolás de los Esteves ligger 1 982 meter över havet och antalet invånare är 190.
Terrängen runt San Nicolás de los Esteves är kuperad åt nordväst, men åt sydost är den platt. Terrängen runt San Nicolás de los Esteves sluttar västerut. Runt San Nicolás de los Esteves är det ganska glesbefolkat, med 47 invånare per kvadratkilometer. Närmaste större samhälle är San Gabriel, 8,4 km sydost om San Nicolás de los Esteves. I omgivningarna runt San Nicolás de los Esteves växer huvudsakligen savannskog.